# Grootaertia irwini
Grootaertia irwini är en tvåvingeart som beskrevs av Grichanov 2000. Grootaertia irwini ingår i släktet Grootaertia och familjen styltflugor. Inga underarter finns listade i Catalogue of Life.